# Jean-Richard Sulzer
Pour les articles homonymes, voir Sulzer.
Jean-Richard Sulzer, né le 22 août 1947 à Besançon, est un économiste et un homme politique français.

## Biographie
Marié et père de deux enfants, Jean-Richard Sulzer est agrégé d'économie et de gestion, docteur en gestion (1978) et diplômé de l'École des hautes études commerciales (HEC). Fondateur et ancien directeur du centre de recherche en gestion de l'université Paris-XIII, il fut expert financier auprès des tribunaux et éditorialiste à France-Soir, ainsi que membre du Conseil des prélèvements obligatoires et membre de section du Conseil économique, social et environnemental.
Partisan puis opposant à Edgar Faure, il milite au Parti radical dans les années 1980, travaille pour Raymond Barre puis soutient François Mitterrand lors de l'élection présidentielle de 1988. Il est ensuite conseiller de Jean-Pierre Soisson, président du conseil régional de Bourgogne. Il rejoint le FN en 2003.
Lors des élections municipales de 2008 à Paris, il est tête de liste FN dans le 7e arrondissement de Paris.
Il est élu conseiller régional du Nord-Pas-de-Calais en 2010, Jean-Richard Sulzer est membre au bureau politique du Front national et fait partie de l'équipe de campagne de Marine Le Pen à l'élection présidentielle de 2012.
Le 23 mars 2014, il est élu en 5e position conseiller municipal d'Hénin-Beaumont et conseiller communautaire de la Communauté d'agglomération d'Hénin-Carvin, sur la liste Front national menée par Steeve Briois. Il est pressenti pour occuper le poste d'adjoint aux finances. Le 30 mars 2014, il est nommé 2e adjoint aux finances, au budget et à la commande publique.
Il est jusqu'en 2013 professeur à l'université Paris-Dauphine.
En 2015, il est collaborateur parlementaire de Gilbert Collard, député de la 2e circonscription du Gard.
Candidat sur les listes de Marine Le Pen lors de l'élection régionale de 2015 en Nord-Pas-de-Calais-Picardie, il est élu conseiller régional.
En décembre 2018, il lance le Rassemblement national juif, renommé par la suite Cercle national juif France-Israël, pour parer à toute dérive antisémite au sein du RN,.

## Ouvrages
- Finance à long terme : théories, calculs et exercices corrigés, Économica, 2006.
- Immunisation et duration d'un portefeuille obligataire, Faculté de sciences économiques et de gestion, 1986.
- Comment construire le tableau de bord, les objectifs et les méthodes d'élaboration, Dunod, 1985.